# آرون أولسون
آرون أولسون (بالإنجليزية: Aaron Olson)‏ مواليد 11 مايو 1978 في وايت هورس، هو لاعب كرة سلة كندي سابق. بدأ مسيرته الاحترافية في سنة 2001. مثّل منتخب بلاده. شارك في دورة الألعاب الأولمبية الصيفية سنة 2004. حقق المركز الثاني في دورة ألعاب الكومنولث 2006. اعتزل اللعب في 2007.

## سجل المنافسة
شارك في المنافسات التالية:
- الألعاب الأولمبية الصيفية 2004

## الميداليات
| الميدالية | المسابقة                  |
| --------- | ------------------------- |
| فضية      | دورة ألعاب الكومنولث 2006 |

## روابط خارجية
- آرون أولسون على موقع الاتحاد الدولي لكرة السلة (الإنجليزية)
- آرون أولسون على موقع كرة السلة الأوروبية.كوم (الإنجليزية)
- آرون أولسون على موقع كلية كرة السلة في سبورتس رفرنس.كوم (الإنجليزية)
- آرون أولسون على موقع ريلجم (الإنجليزية)
- آرون أولسون على موقع بروبوليرز (الإنجليزية)
- آرون أولسون على موقع سبورتس رفرنس (الإنجليزية)
- آرون أولسون على موقع اللجنة الأولمبية الدولية (الإنجليزية)
- آرون أولسون على موقع أوليمبيديا (الإنجليزية)
- آرون أولسون على موقع اللجنة الأولمبية النيوزيلندية (الإنجليزية)
- آرون أولسون على موقع دورة ألعاب الكومنولث 2006 (مؤرشف) (الإنجليزية)